# Parque Nacional Cheremosh

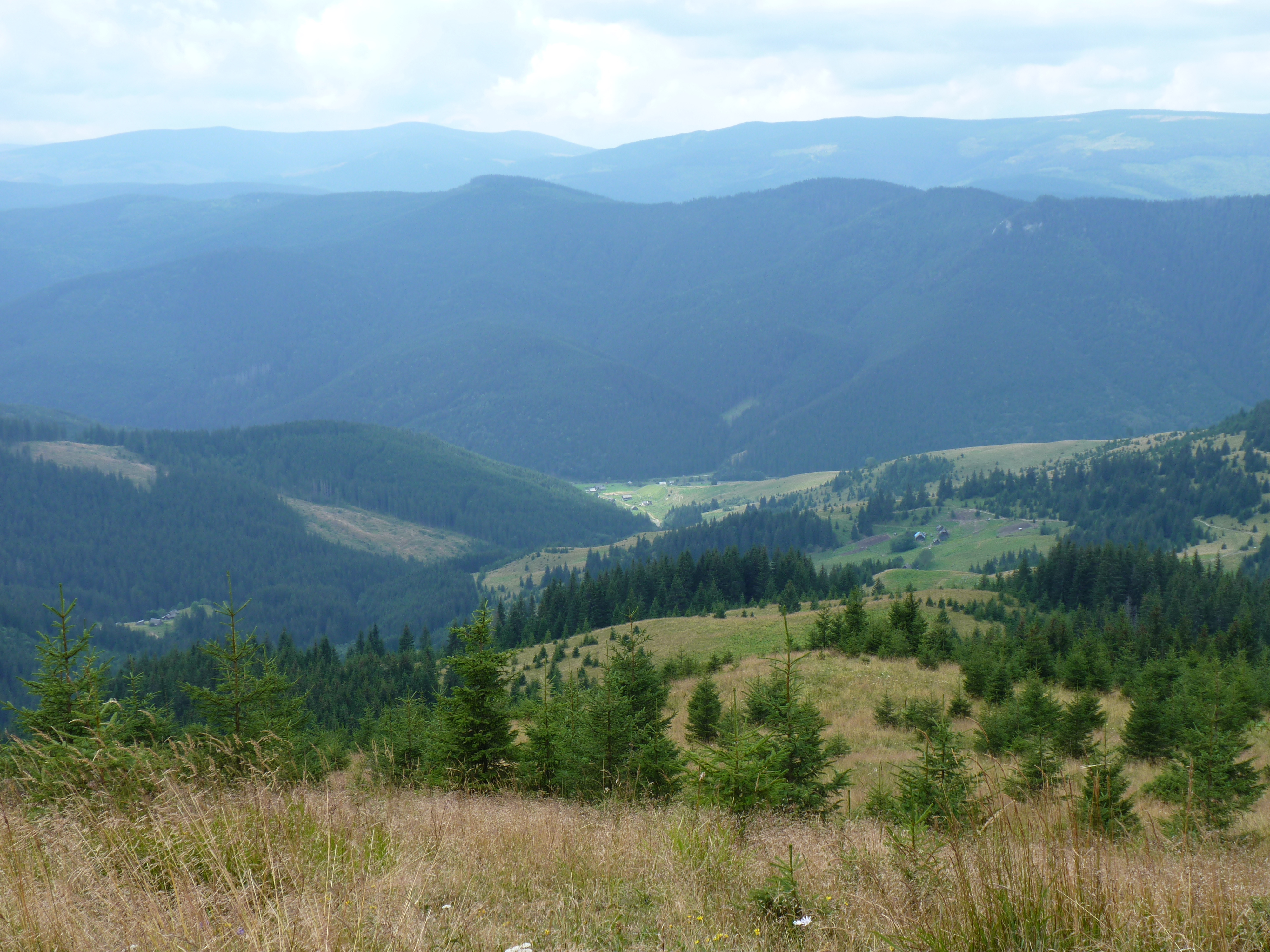
Parte do Parque Nacional Cheremosh

O Parque Nacional Cheremosh (em ucraniano:  Черемоський національний природний парк) (também, Cheremoskyi, ou montanha Cheremosky) foi criado pela Ucrânia em 2009 a partir da junção de três reservas naturais existentes na secção nordeste das montanhas dos Cárpatos, localizada no sudoeste da Ucrânia. O parque destaca a geologia altamente variada dos Cárpatos nordestinos, bem como as florestas de abetos profundos da região. O parque está localizado no distrito de Putyla, no Oblast de Chernivtsi.